# Triumph Vitesse
La Vitesse è un'autovettura prodotta dalla Triumph Motor Company tra il 1962 ed il 1971, riprendendo con l'occasione il nome da un altro modello già prodotto dalla casa tra il 1936 e il 1938.

## Contesto
La Vitesse era una versione upmarket (per dirla all'inglese, nel senso di auto di classe superiore) della Herald, con cui condivideva gran parte della carrozzeria e della meccanica.
Le differenze riguardavano il frontale (con 4 fari circolari, diverso cofano motore e nuova mascherina), gli interni (con inserti in legno anche sui pannelli porta e sedili meglio conformati) ed il motore: un 6 cilindri in linea con albero a camme laterale di origine Standard.
Ovviamente il passaggio estetico era opera di Giovanni Michelotti (autore anche della Herald).
Dal punto di vista tecnico, oltre al motore 6 cilindri di 1596 cm³ alimentato con 2 carburatori da 70 CV, le differenze rispetto alla Herald riguardavano essenzialmente l'avantreno (rinforzato per sopportare il maggior peso del motore) e i freni (a disco davanti).
Fin dal momento del lancio (1962) la Vitesse era disponibile sia in versione berlina 2 porte che decappottabile.
Il successo del modello, grazie alle finiture curate e al prezzo invitante (rispetto alle altre 6 cilindri), fu notevole, nonostante le prestazioni non esaltanti (l'inerzia del vecchio 6 cilindri era tale che le Herald 12/50 erano persino più rapide in ripresa).
Nel 1966 la Triumph intervenne incrementando la cilindrata a 1998 cm³. I 95 CV del motore garantivano maggior brillantezza, ma evidenziavano anche le scarse doti di stabilità del retrotreno (identico a quello della Herald).
Nel 1968 la Casa britannica intervenne nuovamente sulla Vitesse, con sostanziose modifiche alla sospensione posteriore (nuovi elementi elastici Rotoflex, diversa geometria dell'articolazione e camber modificato) ed un nuovo motore.
L'originario 6 cilindri venne, infatti, rimpiazzato da un'unità di architettura analoga derivato da quello della berlina 2000. Pur con una cilindrata identica (1998 cm³) la potenza cresceva a 104 CV. All'interno cambiava solo la strumentazione.
Grazie alle modifiche ora la vettura, su strada, risultava più stabile e sincera.
La produzione, sia della berlina che della Convertible cessò, nel 1971.